# Lucy Guo
Lucy Guo (chinesisch 郭如意 Guō Rúyì; * 14. Oktober 1994) ist eine chinesisch-amerikanische Geschäftsfrau. Sie gehörte 2016 zu den Mitbegründern des KI-Unternehmens Scale AI und sie gründete 2022 das Unternehmen Passes, eine pornografiefreie Alternative zu Onlyfans. Laut Forbes war Guo aufgrund ihrer Beteiligung an Scale AI 2025 mit einem geschätzten Vermögen von 1,3 Milliarden US-Dollar die jüngste Selfmade-Milliardärin.

## Laufbahn
Guo wuchs in Kalifornien als Tochter chinesischstämmiger Eltern auf, die als Elektroingenieure in der San Francisco Bay Area arbeiteten. Guo brachte sich bereits in ihrer Kindheit das Programmieren selbst bei. Sie schrieb sich an der Carnegie Mellon University ein, wo sie Informatik studierte, brach das Studium aber 2014 ab, nachdem sie ein Thiel-Stipendium erhalten hatte, ein zweijähriges Stipendium in Höhe von 100.000 Dollar für junge Studienabbrecher, die mit dem Geld eigene unternehmerische Projekte verfolgen können.
Nach ihrem Studienabbruch arbeitete Guo für Facebook, Snapchat und schließlich Quora, wo sie Alexandr Wang kennenlernte. Gemeinsam mit Wang gründete sie 2016 das KI-Unternehmen Scale AI, wo Guo für Betrieb und Design zuständig war. 2018 tauchte sie in der Liste Forbes 30 Under 30 auf. Nach einem Streit mit Wang wurde sie im selben Jahr aus dem Unternehmen entlassen, behielt jedoch ihre Anteile an Scale AI. Guo gründete kurz darauf mit Backend Capital ihren eigenen Risikokapitalfonds.
Im Jahr 2022 gründete Guo Passes, eine Plattform für Content Creator. 2024 erhielt Passes 40 Millionen US-Dollar an Risikokapital. Das Start-up geriet allerdings aufgrund anstößiger Inhalte von Minderjährigen auf seiner Plattform in die Kritik.

## Privates
Sie lebte einige Jahre lang als „digitale Nomadin“, bevor sie 2020 eine 6,7-Millionen-Dollar-Wohnung in Miami kaufte, wo ihre Partys für Konflikte mit den Nachbarn sorgten. Im Jahr 2024 kaufte sie ein weiteres Haus in West Hollywood für 4,2 Millionen Dollar.